# Bowmanstown
Bowmanstown est un borough situé au sud du comté de Carbon, sur la rive nord-est de la rivière Lehigh, en Pennsylvanie, aux États-Unis,. En 2010, il comptait une population de 937 habitants. Il est incorporé en 1808.

## Démographie
Lors du recensement de 2010, le borough comptait une population de 937 habitants. Elle est estimée, en 2017, à 878 habitants.

### Source de la traduction
- (en) Cet article est partiellement ou en totalité issu de l’article de Wikipédia en anglais intitulé « Bowmanstown, Pennsylvania » (voir la liste des auteurs).